# Київські скарби
Київські скарби — колекція (усього близько 70 комплексів) середньовічних речових скарбів 9 — початку 13 ст., знайдених у Києві на території «Верхнього міста». Більшість із цих скарбів були виявлені в 19 ст. під час будівельних робіт: їх знаходили в нішах стін, у фундаментах стародавніх будівель, на тер. церков та монастирів, у спеціальних тайниках, просто в землі. Речі з цих скарбів надходили до приватних та музейних зібрань, ставали предметом досліджень археологів, істориків, мистецтвознавців. Переважна більшість скарбів була схована в глиняному посуді різної форми (глечики, кухонні горщики з вушком, амфорки київського типу, низькі горщики з грубої глини, великі амфороподібні); деякі горщики мали глиняні покришки, два були залиті воском, один накритий берестою, один — залізною сковородою, один — глиняним ковшиком, ще один (з дорогоцінностями) — залізною кольчугою; кілька скарбів зберігалися (по одному) в мідному посуді, олов'яному глекові та срібній чаші, яка служила місткістю, а аналогічна їй — покришкою. Деякі речі із скарбів були загорнуті: лляною чи вовняною тканиною, протканою золотими нитками; парчею з нашитими на неї срібними бляшками; шовковою тканиною, розшитою золотими бляшками та перлинами; шкірою. Найбільша група речей київських скарбів — це різноманітні прикраси з дорогоцінних металів — золота, електра (сплав золота й срібла), срібла, — оздоблені емалями, перлами, черню, коштовним камінням, різнокольоровим склом, зерню та філігранню, що має своєрідний стиль з мотивами птахів, сиринів, древа життя, рослинним та геометричним орнаментом. Серед скарбових речей є предмети церковного призначення, особистого князівського убору, навіть залишки дорогоцінного одягу. Поміж речей київських скарбів трапляються також вироби із бронзи, кістки, скла, заліза, каменю, глини, золотий, срібний та скляний посуд, а також срібні й золоті монети та монетні злитки (гривни; див. Гривна давньоруська). У переважної частини скарбів наявні ознаки накопичення коштовностей. До нашого часу збереглася лише частина із знайдених київських скарбів. Майже половина їх знаходиться за межами України — у музеях Росії (Ермітаж і Російський музей — Санкт-Петербург; Державний історичний музей (див. Історичний музей у Москві) й Оружейна палата — Москва) та Західної Європи і Америки.
Численні дорогоцінності княжого Києва, що були сховані у свій час у вигляді скарбів, свідчать про досконалість і витонченість прикрас князівсько-боярського убору, про високі досягнення декоративного мистецтва Київської Русі. Аналіз речового матеріалу деяких скарбів і літописні дані свідчать про те, що поміж К.с. є скарби родинних коштовностей, накопичення яких мало системний характер шляхом поповнення їх спадкоємцями та передачі здобутого наступникам. Прикраси з цих скарбів є шедеврами золотарства Київської Русі, а чимало з них мали цінність державних реліквій.